# 奥托兰迪亚
奥托兰迪亚是巴西圣保罗州的一个市镇。总面积62.224平方公里，总人口205856人，人口密度3308.3人/平方公里。